# Peter Murphy
Pour les articles homonymes, voir Peter Murphy (homonymie) et Murphy.
Peter John Joseph Murphy est un chanteur de rock anglais né le 11 juillet 1957 près de Northampton au Royaume-Uni.

## Biographie
Peter Murphy fait ses débuts en tant que chanteur britannique du groupe Bauhaus, groupe culte du rock post-punk et du rock gothique anglais des années 1980. Lorsqu'il prépare Burning From The Inside (1983), Peter Murphy, qui a contracté une pneumonie, n'apparaît que sur la moitié des morceaux, laissant le champ libre aux talents de chanteur du guitariste Daniel Ash, qui oriente le groupe vers une veine plus acoustique. Après Bauhaus, il crée le groupe Dali's Car  puis s'engage dans une carrière solo ponctuée de nombreux albums et de reformations scéniques de Bauhaus en 2006. Il vit depuis quelques années entre New York et la Turquie.
En 2011, Peter Murphy fait son retour en solo avec l'album Ninth qui paraît sept ans après Unshattered. En 2013, il repart en tournée pour fêter les 35 ans de Bauhaus. Le 2 juin 2014, il livre un nouvel album solo baptisé Lion.
En 2023, il est présent pour le titre Prélude de l'album Bande originale d'Isabelle Adjani.

## Discographie en solo
- 1986 : Should The World Fail To Fall Apart
- 1988 : Love Hysteria
- 1990 : Deep
- 1992 : Holy Smoke
- 1995 : Cascade
- 1997 : Recall
- 2000 : Wild Birds: 1985-1995 (compilation)
- 2001 : A Live Just for Love (live)
- 2002 : Dust
- 2004 : Unshattered
- 2011 : Ninth
- 2014 : Lion
- 2016 : Wild Birds Live Tour
- 2017 : Bare-Boned and Sacred (Live)
- 2025 : Silver Shade